# 설신
설신(薛愼: 미상~1251년 7월 4일(음력 6월 14일))은 고려 중기의 문신으로, 본관은 순창, 자는 신지(愼之), 설공검의 아버지이자 설지충의 할아버지다.

## 생애
20세에 시부(詩賦)로 국자시(國子試)에 응시해 2등으로 합격했고, 31세에 과거에 급제했다(〈묘지명〉에는 사망 당시 나이가 적혀 있지 않음).
1216년(고종 3년)에 함풍현감무(咸豊縣監務)로 벼슬을 시작했는데, 치적이 으뜸으로 알려지자 당시 무신 집권자였던 최우에게 포상받아 식목도감녹사(式目都監錄事)가 되었다.
그 뒤 대관승(大官丞)·장야승(掌冶丞)·상승직장(尙乘直長)·비서랑(秘書郞)·당후관(堂後官)·감찰어사(監察御史) 등의 여러 관직을 거치다가, 1226년(고종 13년) 북계분대어사(北界分臺御史)에 임명되었다.
이듬해인 1227년(고종 14년) 예부원외랑(禮部員外郎)으로서 용주(龍州)의 수령이 되었는데, 잘 다스렸으므로 병부원외랑(兵部員外郞)으로 옮겼다.
1230년(고종 17) 이부원외랑(吏部員外郞)으로 다시 옮겼고, 이듬해 내시(內侍)에 속하게 되었는데, 이 해 몽골이 침입했으나 전라도안렴사(全羅道按廉使) 한윤혁(韓允焃)이 연약하여 병사를 능히 감독하지 못하였으므로, 조정에서 설신으로 그를 대신하게 했다.
1232년(고종 19) 시어사(侍御史)로서 대장군(大將軍) 조숙창(趙叔昌)과 함께 몽골에 파견되어, 신하를 칭하는 표문과 공물을 바쳤다. 그 후 대부소경(大府少卿)·어사잡단(御史雜端)을 거쳤다. 이 때 원나라 장수 살리타이가 설신을 붙잡아 두고 송경(개경)에 와서 강을 넘어 남쪽으로 건너고자 했는데 설신은 “우리나라에 '남의 나라의 대신으로 남쪽 강을 건너는 이는 불길하다'고 전해 오는 말이 있다.”라고 말했다. 그러나 살리타이는 이 말을 듣지 않고 한양산성을 함락시킨 다음 처인성에 갔다가 날아온 화살에 맞아 죽었다. 원나라 군사는 송경(개경)에 돌아와서 설신이 식견이 있는 자라고 생각해서 강화도로 돌려보냈다.
1234년(고종 21) 충주목 부사(忠州牧 副使)로 나갔는데, 임기가 채 끝나기도 전에 호부시랑(戶部侍郞)으로 소환되었고, 얼마 되지 않아 예부시랑(禮部侍郞)으로 옮겼다.
또한 경상도안찰사(慶尙道按察使)로 다시 나가 2년 동안 재임했고, 임기가 끝나자 우승(右丞)·지제고(知制誥)로서 서북면병마사(西北面兵馬使)로 나갔는데, 곧 좌간의대부(左諫議大夫)로 승진했음에도 불구하고 병마사 자리를 대체할 사람을 구하기 어렵다 하여 2년 동안 머물렀다.
중앙으로 돌아오자 판예빈성사(判禮賓省事)·삼사사(三司使)·한림시독학사(翰林侍讀學士)에 임명되었고, 1242년(고종 29) 동지공거(同知貢擧)로서 과거를 주관하여 홍지경(洪之慶) 등 37명을 급제시켰다.
1243년(고종 30)에 다시 동북면병마사(東北面兵馬使)로 나갔다가, 중앙으로 돌아온 후 거듭 승진해 국자감대사성(國子監大司成)·한림학사(翰林學士)·충사관수찬관(充史館修撰官)·좌유덕(左諭德)·좌복야(左僕射) 등을 역임했다.
1251년(고종 38) 추밀원부사(樞密院副使)·형부상서(刑部尙書)·한림학사승지(翰林學士承旨)에 임명되었으나, 같은 해 병이 들어 6월 14일에 사망하였다.

## 가족 관계
- 증조: 설자승(薛子升)[2]: 순창군사호(淳昌郡司戶)
  - 조부: 설정숙(薛挺叔)[2]: 사문박사(四門博士)
    - 아버지: 설선필(薛宣弼)[2]: 검교군기감(檢校軍器監)
    - 어머니: 순창군사호 조숭영(趙崇穎)의 딸[2]
      - 부인: 고공낭중(考功郞中) 최입기(崔立基)의 딸[2]
        - 장남: 설공검(薛公儉, 1224년 ~ 1302년) : 도첨의중찬(都僉議中贊), 문량공(文良公), 충렬왕(忠烈王)의 배향공신
        - 차남: 이름 미상, 조계종(曹溪宗)의 승려가 되어 보문사(普門寺)의 주지를 지냄[2][8]
        - 삼남: 설인검(薛仁儉)[9] : 평장사(平章事)[9], 합주부사(陜州副使)[10], 사재경(司宰卿)[11], 문숙공(文肅公)[9]
        - 사위: 정지교(鄭之僑)[2]

※《고려사》( 권105, 〈열전〉18, 설공검)에 따르면 설신의 어머니 조씨(趙氏)는 아들 여덟 명을 낳았고, 그 중 세 명이 과거에 급제해 국대부인(國大夫人)에 봉해졌다고 하는데, 이름이 알려진 아들은 설신 한 사람뿐이다.

## 전기 자료
- 김구, 〈설신 묘지명〉[12](김용선 엮고 옮김, 《역주 고려 묘지명 집성 (상)》(개정3판), 한림대학교출판부, 2021년)